# Bocianówko
Bocianówko, Bocianowo (niem. Bucianowo) – osiedle mieszkaniowe w Luboniu, charakteryzujące się zabudową jednorodzinną, powstałe pod koniec lat 20. XX wieku dla pracowników Polskich Kolei Państwowych. Zespół mieszkaniowy wybudowany przez Spółdzielnię Budowlaną Osada znajduje się w starej części miasta, w bezpośrednim sąsiedztwie lubońskiego Śródmieścia. Jego oś stanowi dzisiaj ulica Mikołaja Kopernika, w przeszłości nosząca imię Ludwika Boczonia – założyciela spółdzielni Osada. Najstarsze ślady kartograficzne osiedla widnieją na niemieckiej mapie z 1944 roku, natomiast ulicę Boczonia znaleźć można na mapie Poznania z około 1930 roku. Do dziś nazwa Bocianówko przetrwała między innymi na mapach, będących zasobami Geoportalu. 
Osiedle funkcjonuje obecnie, jedynie w świadomości starych mieszkańców Lubonia.

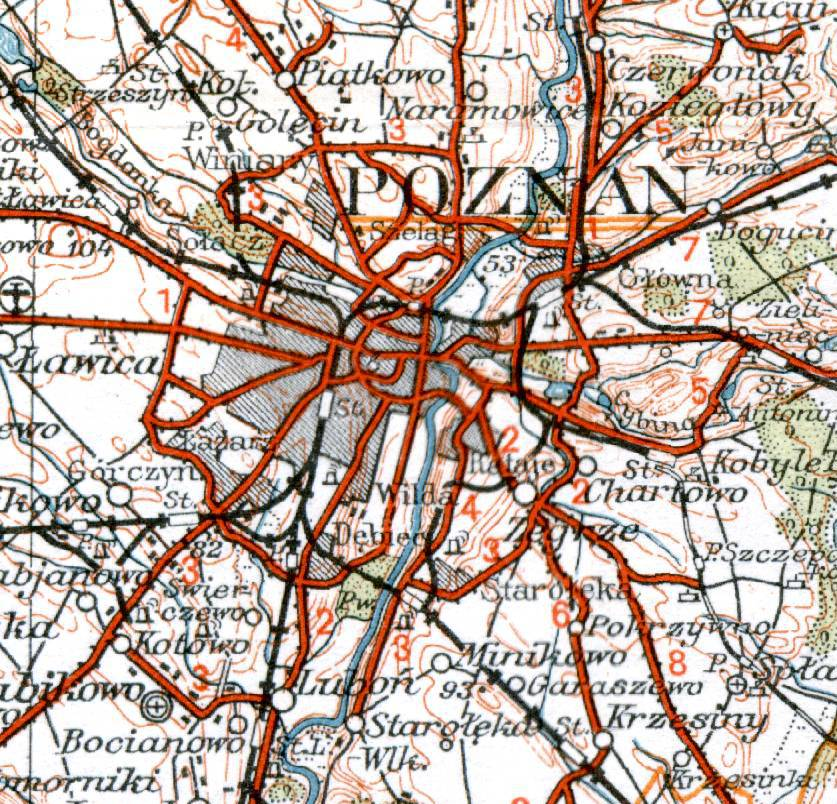
Bocianowo zaznaczone na mapie Poznania z 1935 roku (lewy dolny róg)

## Lokalizacja
Orientacyjny obszar Bocianówka wytyczają ulice, istniejące przed założeniem osiedla (wytłuszczone, z przedwojennymi nazwami w nawiasach) oraz te, które powstały w latach późniejszych (kursywa):
- od wschodu: ul. Władysława Broniewskiego
- od południa: ul. Fabryczna
- od zachodu: ul. Jana III Sobieskiego (Laskowska) i Żabikowska (Poznańska)
- od północy: ul. Wschodnia